# Сибур-Химпром
«Сибур-Химпром» — предприятие в Перми и Пермском крае, входит в состав крупнейшей нефтехимической компании России и Восточной Европы. Полное наименование — Акционерное общество «Сибур-Химпром». Это единственный в России крупнотоннажный производитель вспененного полистирола. Входит в число крупнейших компаний химической и нефтехимической промышленности.

## История
Пермское предприятие ведёт свою историю с 1967 года. Именно в это время началось строительство Пермского газоперерабатывающего завода (ГПЗ), который стал родоначальником других промышленных предприятий. Пуск первой очереди ГПЗ состоялся в 1969 года. В том же году началось строительство производства этилена и пропилена, введённых в состав Пермского нефтеперерабатывающего комбината (ПНПК). В 1972 году была введена в эксплуатацию вторая очередь ГПЗ, а в 1973 году с пуском производства этилена и пропилена в строй вошел химический завод, ставший подразделением ПНПК (ПО «Пермнефтеоргсинтез»). Ещё в социалистическое время из его состава выделились в самостоятельные предприятия «Нефтехимик» (далее — «Интерхимпром-Оксосинтез», далее «Стирол» и «Завод бутиловых спиртов»), «Минеральные удобрения». Каждое предприятие имеет свою историю и своих собственников. В 1995 году владельцем «Нефтихимика» был Дмитрий Рыболовлев. В этом году предприятие выиграло на инвестиционном конкурсе 38 % акций АО «Сильвинит».
- В 1990 году трудовой коллектив химического завода берет его в аренду и образует предприятие «Нефтехимик». С началом приватизации в 1992 году «Нефтехимик» был акционирован. Четыре года спустя, в 1996 году, предприятие меняет название и становится ОАО «Интерхимпром-Оксосинтез». Из его состава в 1999 году выделено два самостоятельных производства: ОАО «Стирол» и ОАО «Завод бутиловых спиртов», на базе которых 19 июля 2000 года создано ЗАО «Сибур-Химпром».

## Производства

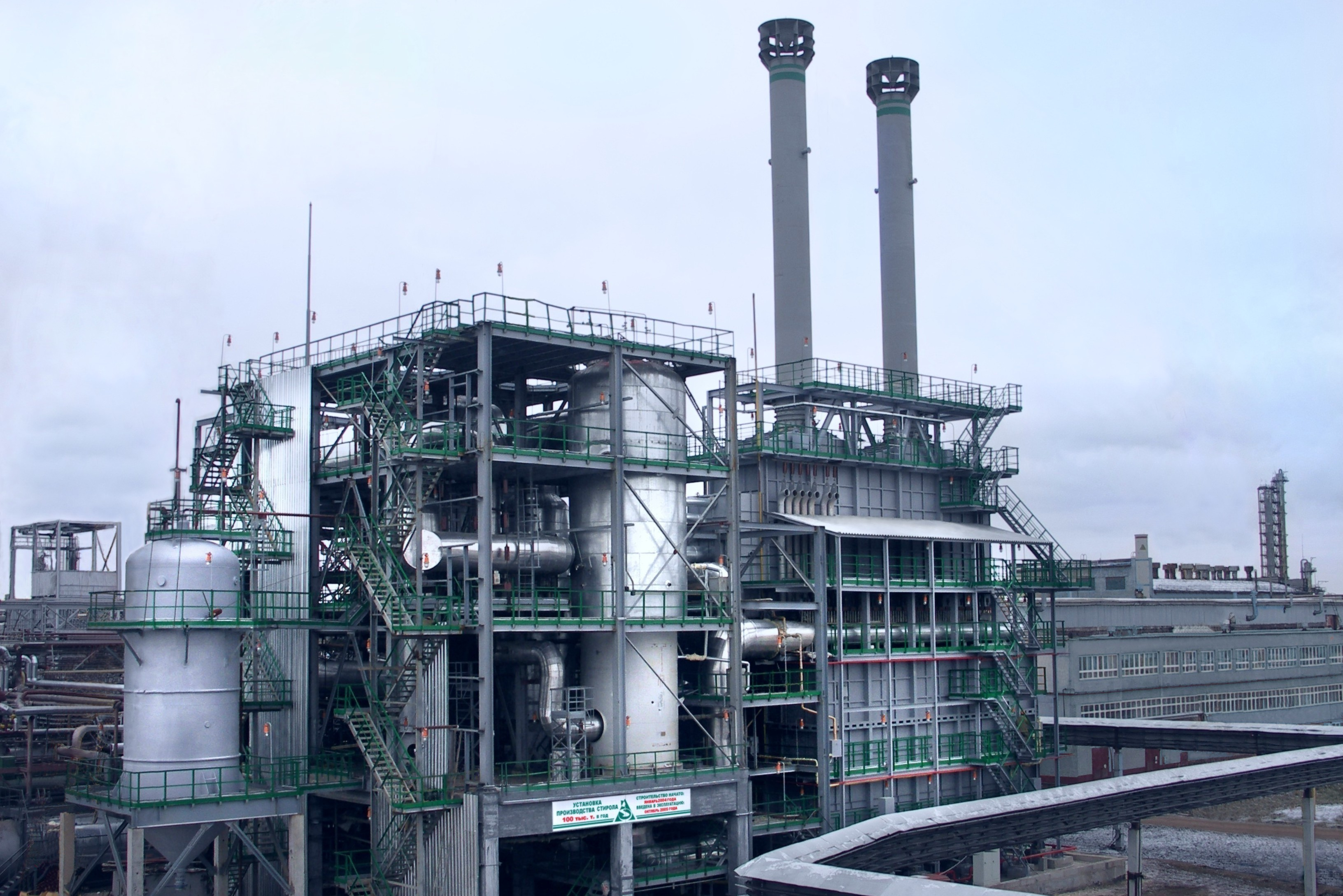
Установка по получению стирола на «Сибур-Химпром»

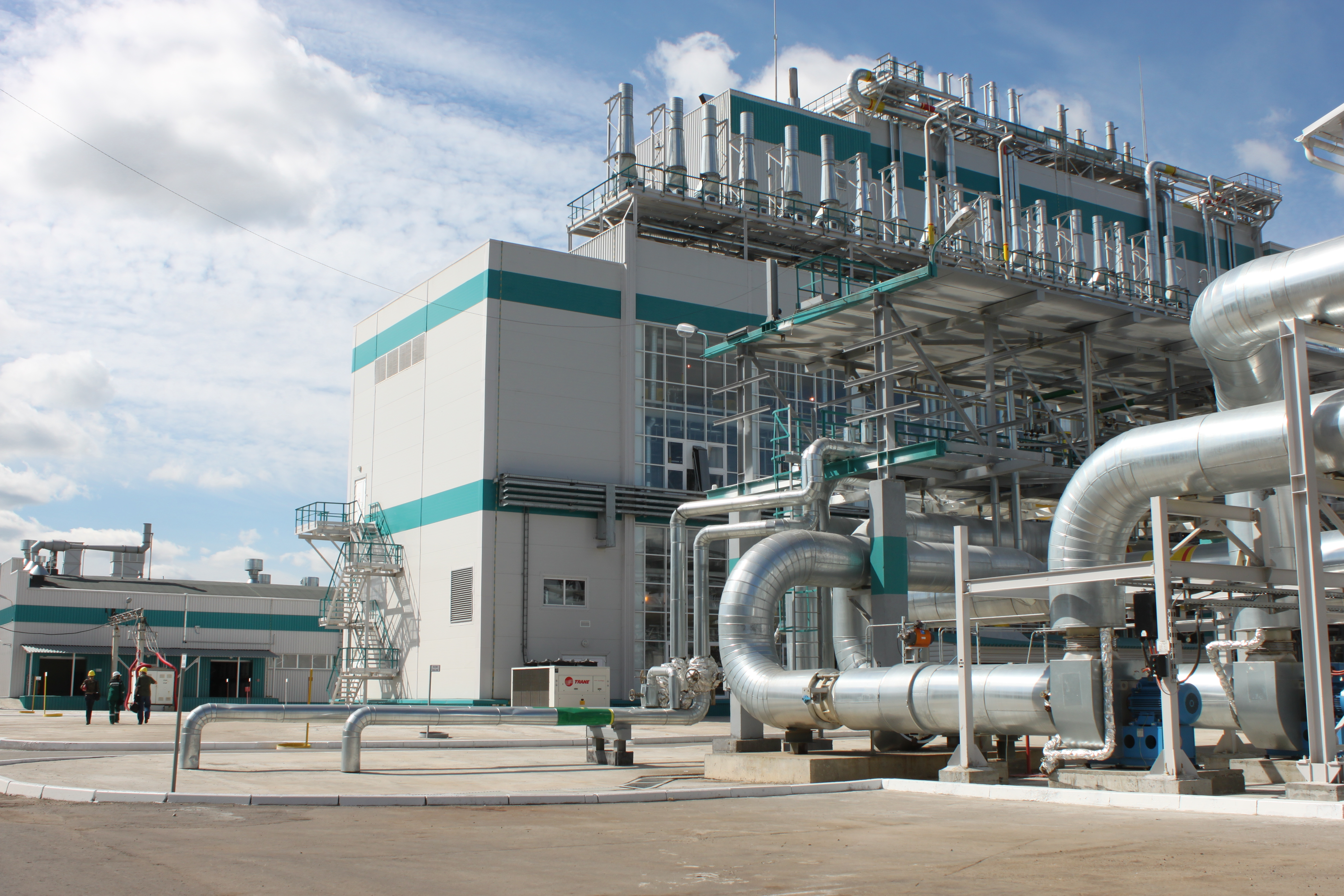
Установка по получению полистирола на «Сибур-Химпром»

В состав «Сибур-Химпрома» входят три ключевых производства:
- Бутиловых спиртов и 2-этилгексанола
- Этилена и пропилена
- Этилбензола, стирола и полистирола
- Диоктилтерефталата (ДОТФ)

Производство бутиловых спиртов и 2-этилгексанола
Производство выпускает 2-этилгексанол (сырьё для производства диоктилтерефталата, используемого в производстве пластиков), изобутанол и Бутанол-1 (сырьё для лакокрасочной промышленности и синтеза различных органических продуктов), 2-этилгексановую кислоту.
Производство этилбензола, стирола и полистирола
Выпускает этилбензол по технологии The Badger Licensing LLC), стирол и вспенивающийся полистирол по технологии Sunpor с использованием антипиренов. Вспенивающийся полистирол выпускается под торговой маркой Alphapor.
Производство этилена и пропилена
Производятся продукты газопереработки (СПБТ, изопентан, н-пентан, бензин газовый стабильный и др.), этилен и пропилен, метилтретбутиловый эфир (высокооктановая добавка к разным видам автомобильного топлива).
Производство диоктилтерефталата (ДОТФ)
В 2019 году на площадке было открыто производство диоктилтерефталата (ДОТФ), мощностью 100 тысяч тонн в год. Инвестиции в проект составили 6,95 млрд руб.

## Собственники и руководство
«Сибур-Химпром» является дочерним предприятием ПАО «СИБУР-Холдинг».
С 2024 года пост генерального директора занимает Максим Леньков.

## Награды и рейтинги
- Лауреат конкурса «100 лучших товаров России»[7];
- Лидер краевого конкурса «Промышленный лидер Прикамья»[8];
- Лучшее нефтехимическое предприятие России и стран СНГ 2011 года[9];
- Лидер  конкурса «Российская организация высокой социальной эффективности»[10];
- Лучшее предприятие СИБУРа в 2007 и 2008 гг.[11];
- Премия правительства РФ «За достижение значительных результатов в области качества продукции и услуг и внедрение высокоэффективных методов менеджмента качества»[12].